# Aymon II de Faucigny
Pour les articles homonymes, voir Aymon de Faucigny et Aymon II.
Aymon de Faucigny est seigneur de Faucigny (Aymo dominus Fucigniaci) au cours du XIIIe siècle, sous le nom Aymon II. Membre de la maison de Faucigny, il mène une politique d'expansion dans le Genevois (comté de Genève) et le pays de Vaud, s'alliant très tôt à la maison de Savoie, ennemie de la maison de Genève dont il est un vassal.
Il a pu être surnommé au cours du XIXe siècle « le Courtois », notamment par le baron Gingins de la Sarraz. Certains auteurs le qualifient, tout comme ses ancêtres, de « baron », alors qu'il n'est jamais appelé autrement que « seigneur » ou « sire de Faucigny » — Aymo dominus de Fucigniaco, Aymo dominus de Fulc, Aymo dominus Fuciniaci — dans les différents actes de la période.

## Biographie

### Origines
La date de naissance d'Aymon ou Aimon de Faucigny (Aimo de Fulciniaco) n'est pas connue,. Il est le fils du seigneur Henri († v. 1197) (Dominus de Focigniaco),, et Comtesson (Comitissa), dame de Clermont, fille du comte Amédée Ier de Genève,,,,. Il appartient à la puissante famille de Faucigny, qui est vassale des comtes de Genève ; mais également très liée à eux par des liens matrimoniaux anciens. Il semble qu'une des sœurs d'Henri de Faucigny, Alice, aurait épousé le comte Guillaume II de Genève.
Il a un frère aîné, Willelme/Guillaume († 1202), et probablement une sœur, Béatrice (Béatrix), mariée au vicomte Berlion de Chambéry,,,.

### Enfance
Vers 1197, Henri de Faucigny meurt, alors que ses enfants sont encore mineurs, et l'aîné Guillaume (Willelmus de Fulciniaco), hérite du titre,,. Guillaume a pour tuteur Nantelme, l'évêque de Genève,. À la mort de Guillaume, vers la fin de l'année 1202, son frère Aymon, toujours mineur, hérite de la seigneurie. Il est appelé Aymon II.
Le premier document qui mentionne Aymon (Aimo de Fulciniaco) est la confirmation de propriété de la Chartreuse du Reposoir, datée du 9 octobre 1202. Il est assisté d'un tuteur, Nantelme de Miolans, un proche du comte de Savoie Thomas Ier,. Plusieurs actes mentionnent Nantelme comme tuteur du jeune seigneur,. Il reste dans l'entourage d'Aymon II de nombreuses années, puisqu'il est mentionné comme son témoin à deux reprises en 1226 et 1229,. Il semble que la nomination de ce seigneur savoyard comme tuteur du jeune Aymon II soit due, probablement, à une union matrimoniale inconnue entre Faucigny et Savoie,.

### Un vassal des comtes de Genève...

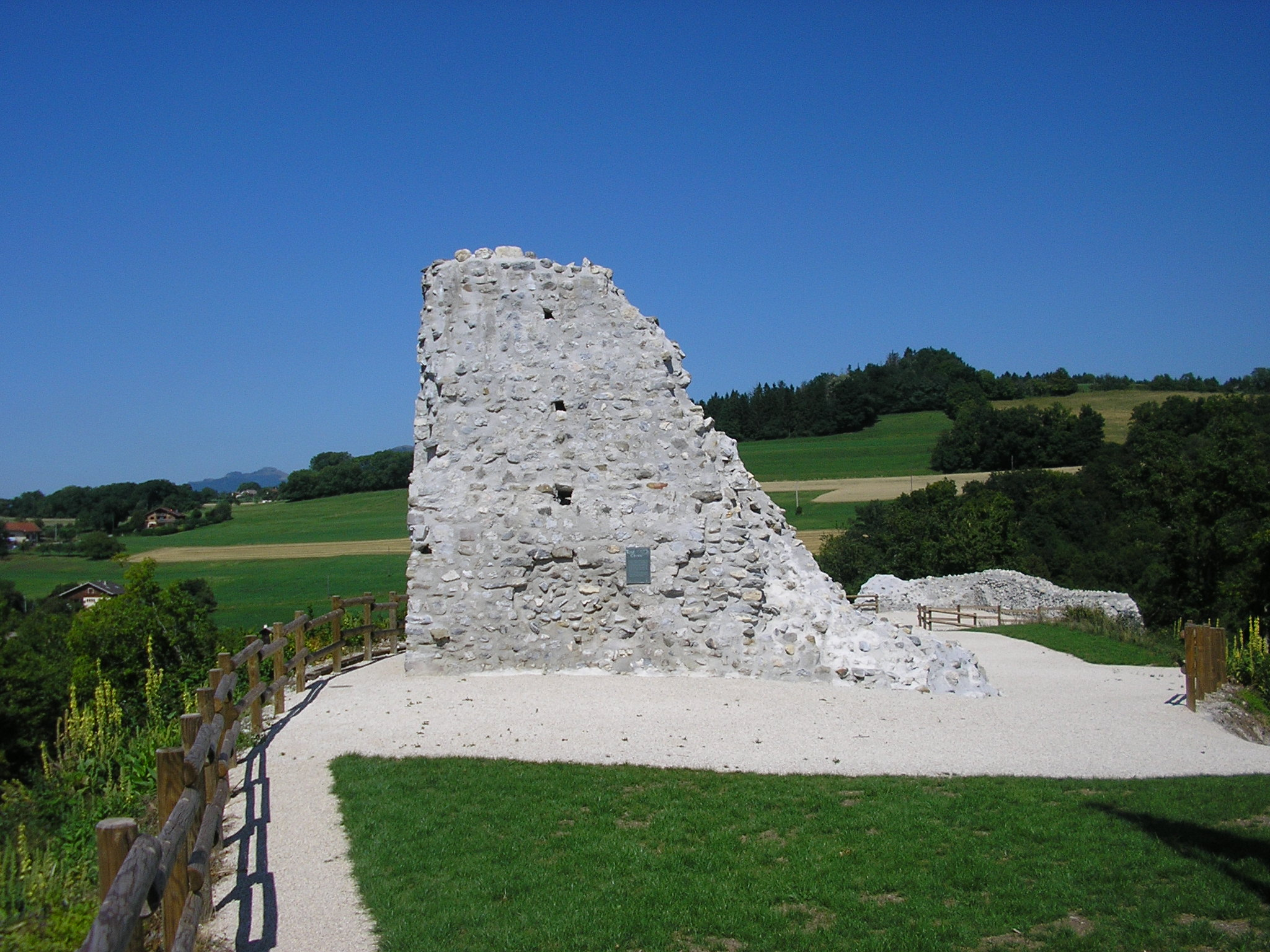
Une vue des ruines du château de Faucigny.

Le 29 mars 1212, Aymon conteste à l'évêque de Genève les droits sur les terres de Sallaz, situées au nord du château de Faucigny.
Lors du traité de Thônex en 1229, Aymon se reconnaît vassal du comte de Genève malgré le « conflit généralisé » qui l'oppose aux comtes à propos d'un certain nombre de fiefs. À cette occasion, il abandonne l'avouerie du prieuré de Chamonix que les Faucigny avaient reçu en 1202 du comte de Genève Guillaume Ier ainsi que le fief de Langin. Mais au fil des années, il va s'affranchir tout à fait de cette vassalité et affronter les Genève à la fois dans le pays de Vaud et en Genevois. En 1225, il signe un traité avec le comte Guillaume II de Genève.

### ... à la politique pro-savoyarde
Soutenu dès ses jeunes années par le comte de Savoie Thomas Ier, il s'allie naturellement à lui pour affaiblir la maison des comtes de Genève et profiter du recul de son influence. Il intervient militairement au nord du Léman, probablement financé par Thomas dès les années 1220. En 1225, il achète avec l'accord du comte Thomas l'avouerie de Lausanne, que l'évêque lui rachète en 1226. Mais le non-paiement de ce rachat crée un différend entre Aymon et l'évêché puisqu'en 1240 il s'oppose à l'élection de Jean de Cossonay. Aymon obtient également l'hommages de plusieurs seigneurs vaudois aux dépens du comte Guillaume II de Genève. Au sud du Léman, il apparaît comme l'avoué du prieuré de Saint-Paul, d'après le cartulaire couvrant les années 1222-1247. La seigneurie de Saint-Paul, comprenant les paroisses de Saint-Paul, Maxilly et Bernex, lui était soumise, mais gérée par la dame Isabelle de Bex, qui devait l'avoir reçu en dot lors de son mariage avec Guillaume de Blonay.
En mars 1229, un traité de paix est signé avec le comte de Genève, « ménagés par six amiables compositeurs, élus par les parties », dont l'évêque de Grenoble, Soffroy,.
Il fiance sa fille Agnès au jeune Pierre de Savoie,,. Dans son testament rédigé au cours du mois de février 1234, il précise qu'en l'absence d'héritier mâle — il a déjà deux filles — il institue sa fille, Agnès, fiancée, comme héritière universelle. Sa seconde fille, Béatrix, peut garder ce qu'elle a reçu en dot. Dans le cas où il deviendrait père d'un garçon, « une dot serait alors livrée à Pierre de Savoie ». Sont cités comme témoins, Guillaume de Savoie, évêque de Valence et Aimon de Savoie, frères de Pierre, Henri de Champvent, Guillaume de Grésy (Greysier), chevalier issue de la branche des Faucigny-Lucinge, et Jaques d'Aubonne.
Aymon II agit pour asseoir l'influence de son gendre, dans la région lémanique. Il intercède notamment auprès du seigneur de Gex afin qu'il rende hommage à Pierre, c'est chose faite en juin 1234,,. Fort de sa nouvelle alliance, il reprend en 1236 l'avouerie du prieuré de Chamonix au comte de Genève. En 1240, il intervient militairement en Pays de Vaud et plus particulièrement à Lausanne pour soutenir le parti de Philippe de Savoie dans l'élection qui l'opposait à Jean de Cossonay (le traité d'Évian du 29 mai 1244 règle les différends entre l'évêque élu et la maison de Savoie). En 1253, l'évêque Jean est contraint d'hypothéquer l'ensemble du temporel de l'évêché pour rembourser enfin sa dette envers Aymon II provenant du rachat de l'avouerie de Lausanne en 1226. Aymon acquiert également l'avouerie de Pully.

### Relations avec les sires de Gex
Branche cadette des Genève, les Genève-Gex étaient installés au Nord du Genevois. Les Faucigny possédaient dans cette région des fiefs dont l'origine est inconnue et Aymon II avait marié sa fille aînée à un neveu d'Amédée Ier de Gex. L'obtention de l'hommage d'Amédée II de Gex, vassal et cousin germain du comte Guillaume II de Genève, à Pierre de Savoie, en 1234, marquait la perte d'influence des Genève sur leur branche cadette,,. Au décès d'Amédée II en 1247, Aymon II nomme comme tuteur de ses enfants mineurs le chevalier Guillaume de Grésy, issue d'une branche cadette des Faucigny et également lié à Pierre de Savoie (il avait reçu le château d'Aubonne au nom de Pierre en mars 1242). Cette mainmise sur Gex, territoire frontalier de Genève, créa des tensions avec le comte qui saisit le château de Mornex (il le rendit seulement en 1257). À la suite du décès de l'héritier mineur de Gex, le tutorat tenu par Guillaume de Grésy fut cédé à Guillaume II comte de Vienne, et Aymon II en profita visiblement pour épouser la veuve d'Amédée II de Gex, Béatrice de Bagé.

### Succession
Le 26 avril 1246, soit le jour même du décès d'Isabelle de Bex, dame de Saint-Paul dans le Chablais, Aymon cède à son parent et ami (consanguinus et amicus) Aymon de Blonay, fils d'Isabelle, l'ensemble des droits qu'il détient dans la seigneurie de Saint-Paul entre la Dranse et Bret. Le 20 août, il cède à sa fille Agnès, au détriment de son aînée Béatrice mariée à Étienne II de Thoire et Villars,, pour sa dot tous ses biens mais il précise que cette donation pourrait être annulée s'il concevait un nouvel héritier mâle. Il a également stipulé que l'enfant d'Agnès et de Pierre — fille ou garçon — serait l'héritier de la dot de sa mère,.
Aymon décède « probablement au mois de septembre 1253 » — De Foras indique entre avril et novembre 1253 et le site MedLands entre avril et octobre —. Ménabréa indiquait, en 1854, « On croit qu'il mourut en 1254 l'obituaire de l'abbaye de Sixt fixe au 30 janvier le jour de sa mort, sans indication d'année, comme c'était assez généralement l'usage. »

## Famille
En 1210, il aurait épousé Béatrice de Bourgogne-Comté, dame d'Auxonne et de Marnay, fille du comte Étienne II d'Auxonne (dit aussi Étienne III de Bourgogne-Comté) et de sa première épouse Béatrice de Chalon. Ce mariage semble communément admis,,, malgré certains doutes de spécialistes (cf. infra).
Les deux filles, Béatrice (Béatrix) (1234-1251) et Agnès († 1268) pourraient être issues de ce mariage. Béatrice est mariée à Étienne II de Thoire et Villars. La seconde, Agnès, épouse en 1234 Pierre de Savoie, fils du comte Thomas Ier de Savoie décédé l'année précédente. Ces derniers sont les parents de la Grande dauphine, Béatrice de Faucigny qui hérite du Faucigny. Une troisième fille est également donnée par Samuel Guichenon (voir paragraphe suivant) et repris par d'autres contemporains. Amédée de Foras sur ce sujet renvoie à la lecture du Régeste genevois et à « L'intéressante discussion des f218 et f219, expliquant comment on a attribué à Aymon une troisième fille, qui aurait épousé Simon de Joinville ».
Selon les sources, Aymon II de Faucigny se remarie en octobre 1231 (voir ci-après) et Béatrice d'Auxonne est citée dans une charte comme femme du sénéchal Simon de Joinville, dès 1225. Tout porte à croire qu'il y ait eu une séparation aux alentours de 1224.
Sur ce remariage d'Aymon II, les auteurs du Régeste genevois (1866), Paul Lullin et Charles Le Fort, indiquaient, à propos d'un acte de janvier 1257 concernant Simon de Joinville, « Il est dit dans cet acte que Béatrix de Thoire, fille d'Aimon II de Faucigny, est sœur de Simon de Joinville. Le même degré de parenté est constaté entre le dit Simon et Agnès, autre fille d'Aimon de Faucigny, car elle l'appelle aussi son frère dans son testament du 9 août 1268 [...] D'où provenait un lien aussi étroit entre les filles du sire de Faucigny et les fils du baron de Joinville ? ». L'historien Matthieu de la Corbière (2002) confirme le lien entre les filles de Faucigny et le seigneur de Joinville, tout en critiquant les conclusions précédentes, datant du XIXe siècle. Les auteurs du Régeste genevois (1866) rappelaient également que dans la présentation généalogique de Samuel Guichenon, dans son Histoire généalogique de la royale maison de Savoie (1660), aucune épouse n'était mentionnée, mais il mentionnait une troisième fille, Éléonore, qui aurait épousé Simon de Joinville, seigneur de Gex. Cette fille reste pourtant absente des documents.
Les auteurs du Régeste genevois « [admettent] que la même femme a épousé successivement le baron de Faucigny et celui de Joinville » et concluent « On peut donc conclure de toutes ces données qu'Aimon de Faucigny a eu ses deux filles, de Béatrix de Bourgogne, et que celle-ci a dû, par une cause demeurée inconnue, se séparer de son premier mari après la naissance d'Agnès, puis se remarier, au plus tard en 1223, au baron de Joinville ». Matthieu de la Corbière considère qu'il est « difficile d'admettre que Béatrice de Bourgogne « se sépara » d'Aymon II de Faucigny pour épouser le sénéchal de Champagne », puisqu'il n'existe aucun acte de cette période sur le sujet. Il poursuit son analyse en observant que « les chartes des comtes de Bourgogne conservées pour cette époque ne présentent aucun document relatif au Faucigny ».
Aymon contracte une seconde union, le 9 octobre 1231, avec Flotte de Royans († après 1248), dame de Saint-Nazaire-en-Royans, fille de Raimbaud (Bertrand) Berenger de Royans et Alix de la Tour du Pin, et veuve de Guillaume II de Poitiers-Valentinois,. Enfin, en 1251, il épouse Béatrice de Bagé, veuve d'Amédée de Genève-Gex.
Il aurait un enfant illégitime, Aimon (v.1262/1268),,.

## Sceau
La maison de Faucigny porte Palé d'or et de gueules de six pièces depuis son alliance avec la maison de Savoie, à la suite du mariage d'Agnès avec Pierre de Savoie. Amédée de Foras indique qu'un sceau de 1221 d'Aymon II porte trois pals billetés.

### Régeste genevois
1. ↑  Régeste genevois, 1866, p. 139-140, Acte du 26 janvier 1209 — Confirmation de donation (présentation en ligne ou numérique REG 0/0/1/513).
2. ↑  Régeste genevois, 1866, p. 141, Acte de février 1210 — Confirmation de donation (présentation en ligne ou numérique REG 0/0/1/518).
3. 1 2  Régeste genevois, 1866, p. 173-174, Acte du 24 mars 1229 — Traité de paix (présentation en ligne ou numérique REG 0/0/1/643).
4. ↑  Régeste genevois, 1866, p. 163-164, Acte du 10 mai 1225 — Sentence arbitrale rendue à Thônex (présentation en ligne ou numérique REG 0/0/1/613).
5. ↑  « Testament de Pierre, fils de feu Thomas, comte de Savoie, fait à l'occasion de ses fiançailles avec Agnès, fille d'Aimon, seigneur de Faucigny. (...) », Régeste genevois, 1866, p. 177, Acte de février 1234 (présentation en ligne ou numérique REG 0/0/1/664).
6. 1 2 3 4  Régeste genevois, 1866, p. 177, Acte de février 1234 — Testament d'Aimon, seigneur de Faucigny (présentation en ligne ou numérique REG 0/0/1/663).
7. 1 2  « Amédée, seigneur de Gex, fait hommage à Pierre de Savoie, fils de feu le comte Thomas, en réservant la fidélité due au comte de Genevois. (...) », Régeste genevois, 1866, p. 179, Acte du 12 juin 1234 — Hommage (présentation en ligne ou numérique REG 0/0/1/668).
8. 1 2 3  Régeste genevois, 1866, p. 218-219, Acte de janvier 257 — Paix (lire en ligne ou numérique REG 0/0/1/884).